# Kommando Lagergärtnerei

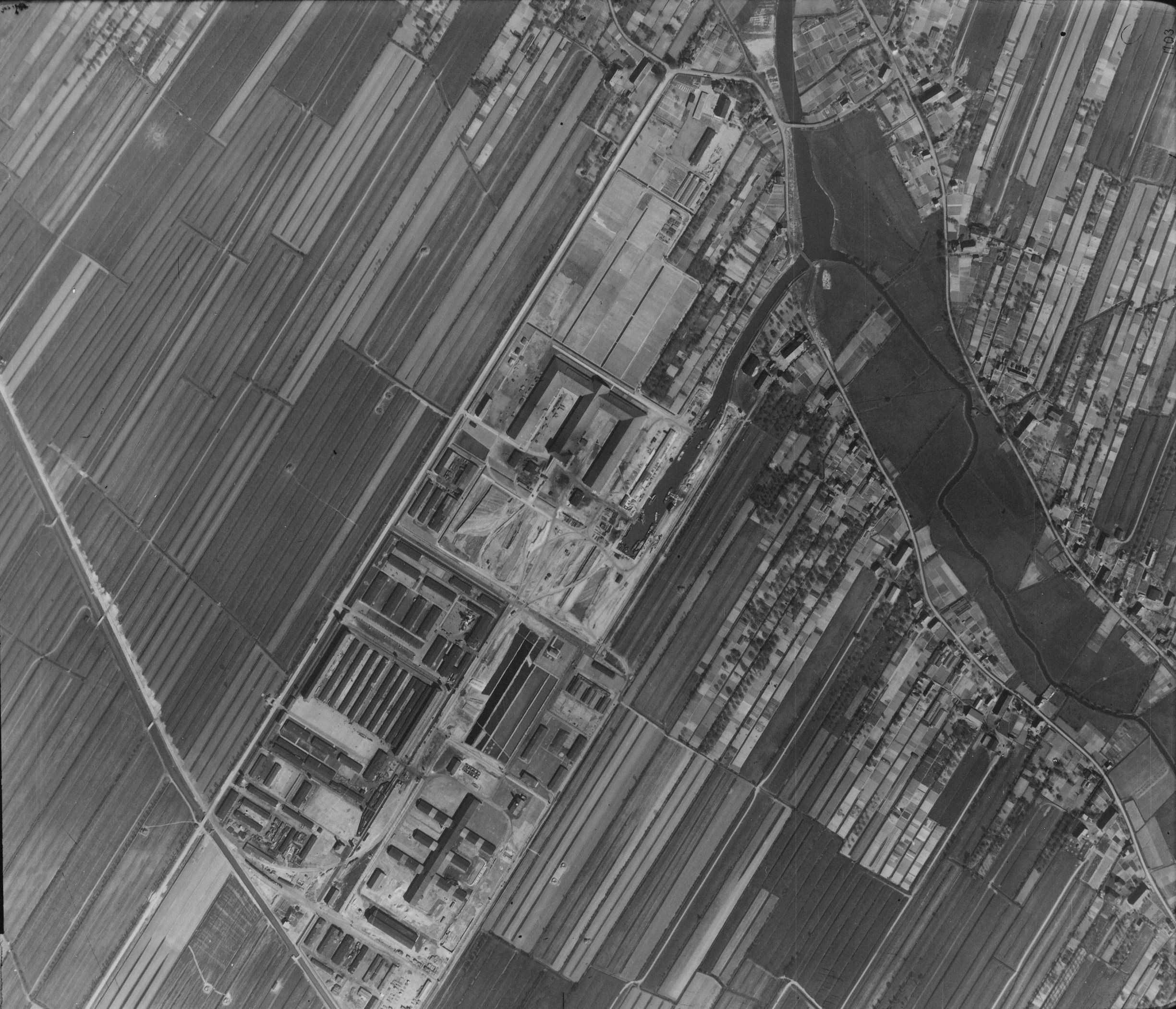
Photographie aérienne du camp de concentration de Neuengamme en 1945. Les trois serres alignées et les installations horticoles sont visibles tout en haut de la photographie dans l'angle du camp à gauche du canal.

Le Kommando Lagergärtnerei est une unité de travail forcée du camp de concentration de Neuengamme, chargée de la construction, puis de l'exploitation d'installations horticoles destinées à l'alimentation du camp.

## Création
En 1943, la Deutsche Erd- und Steinwerke GmbH (DESt), loue à la SS la partie sud du terrain désormais inutilisé de l'ancienne briqueterie pour y aménager le potager du camp.
Après que l'argile présente sur place ait été extraite pour la nouvelle briqueterie, les prisonniers construisent sur le site trois serres indépendantes, complétées par des serres froides vitrées de 50 cm de hauteur et par des plates-bandes. Les matériaux de construction sont en partie récupérés dans les décombres du bombardement de Hambourg.
La cavité laissée par l'extraction de l'argile est comblée par de l'humus, du limon provenant du lit de l'Elbe et des cendres provenant des crématoires du camp. Les travaux de remplissage durent plusieurs mois. Par la suite, les cendres du crématorium sont dispersées directement sur les lits comme engrais.
Les navets et les choux sont principalement cultivés pour la cuisine des prisonniers, tandis que les tomates et les autres légumes sont destinés à la table des SS. Les activités horticoles sont complétées par une production apicole. Pour sa contribution à l'autosuffisance du camp, le responsable du potager, le SS-Unterscharführer Dietrich Behrens, reçut la « Médaille du mérite de guerre » à l'automne 1944.
Arnold Eickmann (1903-1972), naturopathe de profession, arrive à Neuengamme en 1940 en provenance du camp de concentration de Sachsenhausen. Les SS l'y emploient comme kapo et lui confient l'aménagement paysager de plusieurs zones du camp de concentration. Les détenus doivent en effet entretenir aussi un jardin d'agrément avec de grandes vasques en ciment, une rocaille, une cascade et une mare artificielle, servant « de façade, dans tous les camps, à la misère indescriptible qui se déroule derrière ».

## Évacuation
Le 2 mai 1945, le camp de de Neuengamme est évacué par les SS et repris par l'armée britannique. En 1946, le potager est loué par un ancien déporté de Neuengamme, Helmut Bickel, qui approvisionne, entre autres, les soldats britanniques en fruits et légumes.

## Après la guerre
Début 1947, les installations horticoles sont louées à la coopérative de culture de semences de Hambourg, qui les utilise jusqu'au 1er octobre 1948.
Le 6 septembre 1948, le site est restitué aux autorités pénitentiaires de Hambourg, et devient la prison pour hommes de Neuengamme, dont les détenus agrandissent les serres, qui approvisionnent la prison en légumes. Elles produisent aussi des œillets réputés pour leur beauté, qui sont vendus  au marché de gros de Hambourg.